# Асаф Адеми
Асаф Адеми (на албански: Asaf Ademi; на македонска литературна норма: Асаф Адеми) е политик от албански произход, министър на културата на Република Македония от 4 юни 2018 г.

## Биография
Роден е на 9 април 1980 г. в Гостивар. Завършва строително инженерство в Скопския университет. Между 2007 и 2009 г. е ръководител на сектора за урбанизъм и защита на околната среда на Община Гостивар. В периода 2009 – 2013 г. е посланик на Република Македония в Дания. От 2013 до 2018 г. е мениджър на Канцеларията INSCALE Global's Skopje. Бил е личен съветник на Министър на околната среда и физическото планиране. От 4 юни 2018 г. е министър на културата от движение Беса, от крилото на Африм Гаши, което през 2019 г. образува партията Алтернатива. На 6 май 2019 г. обявява своята оставка, обосновавайки я със здравословни причини..